# Miren Gaztañaga
Miren Gaztañaga (Irún, 3 de agosto de 1979) es una actriz española. 

## Trayectoria
Se licenció en Bellas Artes por la Universidad del País Vasco.
Trabajó con la Fábrica de Teatro Imaginario donde aprendió su oficio con Ainhoa Izagirre, Silvia Clemente, Cristina Samaniego, Ander Lipus y Arístides Vargas. También ha practicado otras disciplinas dentro de las artes escénicas, como la danza y la música: fue cantante del grupo Sagarroi entre 2007-2010.
Además de realizar diversos trabajos en teatro, cine y televisión, ha participado en varias galas, como la gala inaugural de la 68ª Edición del Zinemaldi de Donostia  o la entrega de los XXXIV premios MAX.
La creación personal es un campo esencial para ella.Une la creatividad, el cuerpo y la palabra, sin rechazar lo periférico. Escribió y dirigió Stereo, una reflexión encarnada sobre la masculinidad y la feminidad. La obra fue puesta en escena con las aportaciones de Ainhoa Resano y Ainhoa Jauregi, y EHAZE lo publicó en formato libro con material adicional.
Participó como docente en la primera edición de Hitzaren Eskola  impulsada por Dinamoa Sormen Gunea, junto a Gorka Arrese, Harkaitz Cano, Irene Arrarats, Igor Elortza y Lorea Agirre:un encuentro de diversas expresiones creativas en torno a la palabra; un abordaje integral de la palabra que daba espacio a la experimentación.

## Obras

### Cine (selección)
| Año  | Título                          | Dirección                     | Tipo         |
| ---- | ------------------------------- | ----------------------------- | ------------ |
| 2024 | Los últimos románticos          | David Pérez Sañudo            | Largometraje |
| 2024 | El Hoyo 2                       | Galder Gaztelu-Urrutia        | Largometraje |
| 2023 | La noche eterna (Betiko gaua)   | Eneko Sagardoy                | Cortometraje |
| 2023 | Nosotros                        | Helena Taberna                | Largometraje |
| 2023 | Sorbeltza                       | Iban del Campo                | Cortometraje |
| 2021 | Ane                             | David Pérez Sañudo            | Largometraje |
| 2019 | Legado en los huesos            | Fernando Molina               | Largometraje |
| 2016 | El guardián invisible           | Fernando Molina               | Largometraje |
| 2015 | Ranas (Igelak)                  | Patxo Telleria                | Largometraje |
| 2014 | Lasa y Zabala (Lasa eta Zabala) | Pablo Malo                    | Largometraje |
| 2010 | Zomorroak                       | Lander Garro / Antton Aldekoa | Cortometraje |

### Teatro (selección)
| Año  | Título                                    | Dirección                                   | Producción                                   |
| ---- | ----------------------------------------- | ------------------------------------------- | -------------------------------------------- |
| 2022 | Erresuma Kingdom Reino                    | Calixto Bieito                              | Arriaga Antzokia / Teatro Español            |
| 2021 | Maitasunaren Itxiera (Clôture de l´amour) | Pascal Rambert                              | Arriaga Antzokia                             |
| 2021 | Faces                                     | Alex Gerediaga                              | Arriaga Antzokia                             |
| 2021 | Ama Kuraia / Madre Coraje                 | Maria Goiricelaya                           | Arriaga Antzokia                             |
| 2020 | Dido & Eneas                              | Barbora Horáková                            | Arriaga Antzokia                             |
| 2020 | Macbeth                                   | Alex Gerediaga                              | Arriaga Antzokia                             |
| 2019 | Garai Zekenak / Tiempos Mezquinos         | Raul Cancelo                                | Arriaga Antzokia                             |
| 2018 | Agur eta Dolore                           | Amancay Gaztañaga                           | Kamikaz / Ttak kolektiboa                    |
| 2017 | Obabakoak                                 | Calixto Bieito                              | Arriaga Antzokia                             |
| 2010 | Errautsak                                 | Ximun Fuchs                                 | Artedrama / Dejavu / Le Petit Teatre de Pain |
| 2010 | Stereo                                    | Miren Gaztañaga                             | Obra personal                                |
| 2009 | Sagarrak                                  | Miren Gaztañaga, Ander Lipus, Xabi Strubell | Obra personal                                |
| 2005 | Ezekiel                                   | Ander Lipus                                 | Antzerkiola Imaginarioa / Sagarroi           |
| 1999 | 8 Olivetti Poetikoak                      | Ander Lipus                                 | Antzerkiola Imaginarioa                      |

### Televisión (selección)
| Año       | Título        | Dirección                                                        | Producción |
| --------- | ------------- | ---------------------------------------------------------------- | ---------- |
| 2023      | Querer        | Alauda Ruiz de Azua                                              | Movistar+  |
| 2021      | Intimidad     | Jorge Torregrossa / Ben Gutteridge / Marta Font / Koldo Almandoz | Netflix    |
| 2021      | Beti Mugan    | Jabi Elortegi                                                    | Pausoka    |
| 2020      | Etxekoak      | Jabi Elortegi                                                    | Pausoka    |
| 2015      | Aitaren Etxea | Jabi Elortegi                                                    | Pausoka    |
| 2011-2014 | Goenkale      | Olatz Beobide                                                    | Pausoka    |
| 2008-2009 | Martina       | Pablo Malo                                                       |            |

## Nominaciones a premios
- 2022: Premio MAX a Mejor Actriz, por Maitasunaren itxiera.[8]
- 2019: Premio MAX a Mejor Actriz, por Tiempos mezquinos.[9]